# Roger Pallarols Taylor
Roger Pallarols Taylor (Barcelona, 1979) és un advocat català. Des del 2013 és director del Gremi de Restauració de Barcelona. Va ser regidor a l’Ajuntament de Barcelona entre 2010 i 2011.
Llicenciat en Dret, exerceix com a advocat en l’àmbit privat.
Va ser regidor de Comerç i Petita i Mitjana Empresa de l'Ajuntament de Barcelona des del juny de 2010 i fins a l'acabament del mandat 2007-2011, moment en què va posar fi al seu pas per la política activa. Prèviament havia estat conseller de Joventut, Esports i Gent Gran del districte de Ciutat Vella i portaveu del grup municipal socialista en aquest mateix districte. Després de les eleccions de 2007, va ser nomenat Comissionat de l'Alcaldia per a les Relacions Institucionals i, el 2009, Comissionat de l'Alcaldia per al Comerç i la Petita i Mitjana Empresa. Durant aquesta etapa també va ser Primer Secretari de l'Agrupació de Ciutat Vella del PSC. 
Des del 2013 dirigeix el Gremi de Restauració de Barcelona, primer sota les ordres de Gaietà Farràs, president de l'entitat fins al 2014 i, a partir d’aquest moment, amb Pere Chias com a president del Gremi.